# Гомоляка, Вадим Борисович
Вадим Борисович Гомоля́ка (17 (30) октября 1914, Киев — 7 мая 1980, там же) — украинский советский композитор. Заслуженный деятель искусств Украинской ССР (1958). Лауреат Сталинской премии третьей степени (1951). Член КПСС с 1953 года.

## Биография
Родился в семье актёра Бориса Авшарова (Гомоляки) и Татьяны Леонидовны Зубковской (Гомоляки). Двоюродный дядя композитора Сергея Зубковского. Был старшим из троих детей, где кроме него росли сестра Алла и брат Павел (погибший на фронте в 1941 году).
С 1939 по 1941 год учился на историко-теоретическом факультете Киевской консерватории, а с 1941 по 1942 на композиторском факультете Ташкентской консерватории. В 1942 году добровольцем ушел на фронт.
Через год после окончания войны, в 1946 году, окончил Киевскую консерваторию (у Л. Н. Ревуцкого). В 1946—1948 годах — преподаватель теоретических предметов в Киевской консерватории. В 1951—1956 — секретарь СК СССР. С 1958 по 1976 год — начальник Управления Украинского отделения музфонда СССР.
Автор, кроме перечисленных ниже произведений, семи концертов, в том числе для гобоя, кларнета, фагота, валторны, трубы (1949—1980), хоров, симфонических произведений «В Испании», «В Молдавии», «В парке вечной славы», «Восточные миниатюры», «Карпатская легенда», «Румынская рапсодия» и др., 10 пьес для скрипки и фортепиано, Юморески для фагота и ф-но, романсов, сюит и песен.
Похоронен на Байковом кладбище (участок № 2).

## Балеты
- «Запорожцы» (1954)
- «Сорочинская ярмарка» (1956)
- «Черное золото» (1957)
- «Кот в сапогах» (1958)
- «Оксана» (1964)
- «Лыбидь» (1973)
- «За двумя зайцами» (1965)

## Музыкальные комедии
- «Алёнушка» (1959)
- «Соловей в милиции» (1964)

## Музыка к фильмам
- 1947 — Голубые дороги (совместно с Я. Цегляром)
- 1948 — Заря над Карпатами
- 1952 — Максимка (совместно с И. Н. Шамо)
- 1954 — Земля
- 1954 — Командир корабля
  - Песня-вальс «Город спал», слова Б. Палийчука
- 1954 — Над Черемошем
- 1959 — Верховина, мать моя
- 1959 — Олекса Довбуш
- 1961 — За двумя зайцами
- 1961 — Радость моя
  - Георгины, слова Д. Луценко
  - Песня Бориса, слова Д. Луценко
- 1962 — В мёртвой петле
- 1964 — Ключи от неба
  - Марш ракетчиков «Шире шаг! Слушай, враг! Страшись ответа грозного!», слова В. Федорова
  - Песня о рядовом, слова Б. Палийчука
- 1968 — Аннычка
- 1968 — В воскресенье рано зелье копала (фильм-спектакль Киевского театра им. И.Франко по повести О. Кобылянской) (совместно с И. Н. Шамо)
- 1973 — Ни пуха, ни пера!
- 1978 — Свадебный венок, или Одиссея Иванка (короткометражный)
- 1979 — Золоторогий олень (анимационный)

## Награды
- орден Ленина (24.11.1960)
- Медаль «За победу над Германией в Великой Отечественной войне 1941—1945 гг.»
- орден Красной Звезды (23.09.1943)
- заслуженный деятель искусств Украинской ССР (1958)
- Сталинская премия третьей степени (1951) — за симфоническую сюиту «Закарпатские эскизы»